# 界牌乡 (江华县)
界牌乡，是中华人民共和国湖南省永州市江华瑶族自治县下辖的一个乡镇级行政单位。

## 行政区划
界牌乡下辖以下地区：
源田塘村、杜家田村、界牌村、麻芝塘村、鸭头源村、蓬田源村、水口营村、大林江村、贝芝头村、木浪村、伍家寨村、社公湾村、马山村、罗塘村、洪塘村、小源村、黄家田村和界牌居民组村。